# Clark Terry
Clark Terry, född 14 december 1920 i St. Louis, Missouri, död 21 februari 2015 i Pine Bluff, Arkansas, var en amerikansk swing- och beboptrumpetare. Han har spelat med många kända jazzmusiker, som till exempel Count Basie (1948–1951), Duke Ellington (1951–1959) och Quincy Jones (1960). Han har också spelat som band och orkesterledare under sin över 60 år långa karriär. Terry var en trumpetare av världsklass. Han har spelat för sju amerikanska presidenter, och var en amerikansk ambassadör för State Department-turer i Mellanöstern och Afrika.  Han har spelat på mer än femtio jazzfestivaler i alla sju kontinenterna. Han fick två Grammy-certifikat, tre Grammy-nomineringar och Hall of Fame-utmärkelser.

## Biografi
Clark Terry föddes i St. Louis, Missouri. Han gick på Vashon High School och började sin professionella karriär i början av 1940-talet genom att spela på lokala klubbar innan han började i en musikkår under andra världskriget. Han medverkade regelbundet i tio år på The Tonight Show som ordinarie medlem i The Tonight Show Band, som först leddes av Skitch Henderson och sedan av Doc Severinsen, där hans unika "mumlande" scatsång blev berömd. 
På 1960-talet spelade han med musiker som JJ Johnson och Oscar Peterson, och ledde en grupp med Bob Brookmeyer som åtnjöt en viss popularitet i början av 1960-talet. På 1970-talet började Terry att spela mycket på flygelhorn. Terry turnerade regelbundet under 1980-talet med små grupper (inklusive Petersons) och har framträtt som ledare för sitt Big Bad Band (bildat cirka 1970). 
Från 1970-talet under 1990-talet uppträdde terry i Carnegie Hall, Town Hall och Lincoln Center, samt turnerade med Newport Jazz All Stars och Jazz at the Philharmonic, och han fanns med i Skitch Hendersons New York Pops Orchestra. 
Han har också spelat in flera inspelningar med större grupper, inklusive The London Symphony Orchestra, Metropole Orchestra, Duke Ellington Orchestra och Chicago Jazz Orchestra och ensembler, egna duos, trios, kvartetter, kvintetter, sextetter, oktetter och två stora band, Clark Terry's Big Bad Band och Clark Terry Young Titans of Jazz. 
Terry var under en lång tid bosatt i Corona, Queens, New York.

## Diskografi- I urval

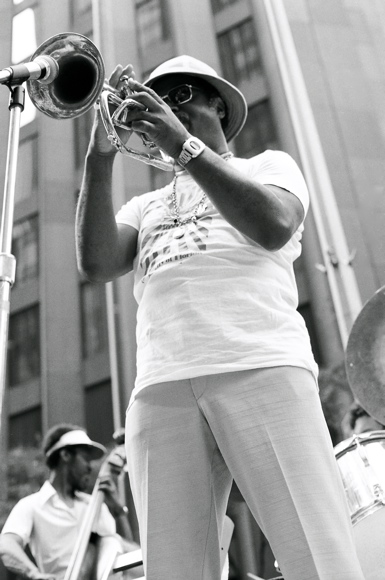
Clark Terry 1976

- Clark Terry with Quentin Jackson/Martial Solal/Kenny Clarke (Disques Swing, 1955)
- Introducing Clark Terry (EmArcy, 1955)
- Serenade to a Bus Seat (Riverside/OJC, 1957)
- Duke with a Difference (Riverside/OJC, 1957)
- In Orbit (with Thelonious Monk, Riverside/OJC, 1958)
- Out on a Limb with Clark Terry (Argo, 1958)
- Top and Bottom Brass feat. Don Butterfield (Riverside/OJC, 1959)
- Paris (Swing, 1960)
- Color Changes (Candid, 1960)
- Everything's Mellow (Prestige, 1961)
- Mellow Moods (Prestige, 1961)
- All American (Prestige, 1962)
- Plays the Jazz Version of "All American" (Moodsville, 1962)
- The Night Life (Mood, 1962)
- Clark Terry & Bob Brookmeyer (Verve, 1962)
- More (Cameo, 1963)
- Tread Ye Lightly (Cameo, 1963)
- What Makes Sammy Swing (20th Century, 1963)
- The Happy Horns of Clark Terry (Impulse!, 1964)
- The Power of Positive Swinging (Mainstream, 1964)
- Live 1964 (Emerald, 1964)
- Quintet (Mainstream, 1964)
- Tonight (Mainstream, 1964)
- Clark Terry Tonight (Mainstream, 1964)
- Oscar Peterson Trio Plus One Clark Terry (Mercury, 1964)
- Spanish Rice (Impulse!, 1966)
- Gingerbread Men (Mainstream, 1966)
- Mumbles (Mainstream, 1966)
- Angyumaluma Bongliddleany Nannyany Awhan Yi! (Mainstream, 1966)
- It's What's Happenin' (Impulse!, 1967)
- Music in the Garden (Jazz Heritage, 1968)
- At the Montreux Jazz Festival (Polydor, 1969)
- Live on 57th Street (Big Bear, 1969)
- Big B-A-D Band in Concert, Live 1970... (EToile, 1970)
- Live at the Wichita Jazz Festival (Vanguard, 1974)
- Clark Terry and His Jolly Giants (Vanguard, 1975)
- Live at the Wichita Jazz Festival (Vanguard, 1975)
- Oscar Peterson and Clark Terry (Pablo, 1975)
- Clark Terry's Big B-A-D Band Live at Buddy's... (Vanguard, 1976)
- Live at the Jazz House (Pausa, 1976)
- Wham (BASF, 1976)
- Squeeze Me (Chiaroscuro, 1976)
- The Globetrotter (Vanguard, 1977)
- Out of Nowhere (Bingow, 1978)
- Brahms Lullabye (Amplitude, 1978)
- Funk Dumplin's (Matrix, 1978)
- Clark After Dark (MPS, 1978)
- Mother______! Mother______! (Pablo, 1979)
- Ain't Misbehavin' (Pablo, 1979)
- Live in Chicago, Vol. 1 (Monad, 1979)
- Live in Chicago, Vol. 2 (Monad, 1979)
- The Trumpet Summit Meets the Oscar Peterson Big 4 (1980)
- Memories of Duke (Pablo/OJC, 1980)
- Yes, the Blues (Pablo/OJC, 1981)
- Jazz at the Philharmonic - Yoyogi National Stadium, Tokyo 1983: Return to Happiness (1983)
- To Duke and Basie (Rhino, 1986)
- Jive at Five (Enja, 1986)
- Metropole Orchestra (Mons, 1988)
- Portraits (Chesky, 1988) medh Don Friedman (p), Victor Gaskin (b) Lewis Nash (t)
- The Clark Terry Spacemen (Chiaroscuro, 1989)
- Locksmith Blues (Concord Jazz, 1989)
- Having Fun (Delos, 1990)
- Live at the Village Gate (Chesky, 1990)
- Live at the Village Gate: Second Set (Chesky, 1990)
- What a Wonderful World: For Lou (Red Baron, 1993)
- Shades of Blues (Challenge, 1994)
- Remember the Time (Mons, 1994)
- With Pee Wee Claybrook & Swing Fever (D' Note, 1995)
- Top and Bottom Brass (Chiaroscuro, 1995)
- Reunion (D'Note, 1995)
- Express (Reference, 1995)
- Good Things in Life (Mons, 1996)
- Ow (E.J.s) 1996)
- The Alternate Blues (Analogue, 1996)
- Ritter der Ronneburg, 1998 (Mons, 1998)
- Living Worship Let's Worship (Newport, 1999)
- One on One (Chesky, 2000)
- A Jazz Symphony (Centaur, 2000)
- Herr Ober: Live at Birdland Neuburg (Nagel-Heyer, 2001)
- Live on QE2 (Chiaroscuro, 2001)
- Jazz Matinee (Hanssler, 2001)
- The Hymn (Candid, 2001)
- Clark Terry and His Orchestra Featuring Paul Gonsalves 1959 (Storyville, 2002)
- Live in Concert (Image, 2002)
- Flutin' and Fluglin (Past Perfect, 2002)
- Friendship (Columbia, 2002)
- Live! At Buddy's Place (Universe, 2003)
- Live at Montmarte June 1975 (Storyville, 2003)
- George Gershwin's Porgy & Bess (A440 Music Group, 2004)
- Live at Marian's with the Terry's Young Titan's of Jazz (Chiaroscuro, 2005)